# Superměsto
„Superměsto“ je druhý singl brněnské progressive rockové skupiny Futurum. Vydán byl v roce 1984 (viz 1984 v hudbě).
Podobně jako první singl skupiny „Juliet“ i „Superměsto“ bylo vydáno samostatně, nezávisle na nějakém albu. Samotná píseň „Superměsto“ složil Emil Kopřiva, skladbu na B straně singlu, „Zóny lidí“, napsal Roman Dragoun. K oběma písním vytvořila texty básnířka Soňa Smetanová.
Obě skladby byly na CD poprvé vydány v roce 2005 na kompilaci Ostrov Země/Jedinečná šance a poté i o čtyři roky později na reedici alba Ostrov Země.

## Seznam skladeb
1. „Superměsto“ (Kopřiva/Smetanová) – 3:51
2. „Zóny lidí“ (Dragoun/Smetanová) – 3:19

## Obsazení
- Futurum
  - Miloš Morávek – elektrická kytara
  - Emil Kopřiva – elektrická kytara, baskytara
  - Roman Dragoun – klávesy, zpěv
  - Jan Seidl – bicí